# MediEvil
MediEvil é um jogo de Ação e Aventura para PlayStation lançado em outubro de 1998 na Europa e América do Norte em Junho de 1999 no Japão. Teve uma sequência em 2000, MediEvil 2, também para PlayStation. Posteriormente, em 2005, foi remodelado como MediEvil Resurrection para a PlayStation Portable.

## História
Há cem anos um poderoso mago tentou conquistar o reino de Gallowmere (1286), o lendário herói Sir Daniel Fortesque, morreu corajosamente na batalha de Gallowmere contra o mago Zarok. Desde então surgiu uma lenda local (inventada pelo rei) de que Sir Dan havia derrotado Zarok e assim salvando o reino de Gallowmere. Entretanto essa não é toda a verdade, Sir Dan era na verdade um covarde, como capitão da guarda o cavaleiro foi forçado a participar da batalha, e foi justamente a primeira baixa da guerra, ao ser atingido no olho por um flecha antes mesmo da batalha começar.
Agora, cem anos depois (1386), o mago Zarok retornou com seu exército de mortos e mais uma vez ameaça a paz do reino de Gallowmere, sua magia está mais forte do que antes e agora ele transformou o dia em noite e garantiu que iria dominar todo o reino de Gallowmere. O que Zarok não sabe é que o seu feitiço também trouxe de volta dos mortos o "herói" de outrora, Sir Daniel Fortesque, dando-lhe chance de se redimir perante os guerreiros mais honrados do reino.

## Personagens
- Sir Daniel Fortesque: (Nascido em 1250 morreu 1286) Sir Dan aparentemente foi um aventureiro, ele rapidamente se tornou um favorito dentro do tribunal dos Reis e posteriormente foi nomeado cavaleiro. Conforme o tempo foi nomeado capitão da guarda do rei, pouco tempo depois Sir Dan foi escolhido para liderar os exércitos do Rei contra o exercito de mortos-vivos do mago Zarok em 1286. A sua unidade teve o privilégio de liderar o exercito contra Zarok. Sir Dan foi justamente a primeira baixa da guerra, ao ser atingido no olho por um flecha antes mesmo da batalha começar. Sir Dan posteriormente é deixado para morrer e morre no campo de batalha. No final, apesar de sofrer grandes perdas, as forças do rei Peregrin saem vitoriosas. Ao longo dos anos Sir Dan cresce como uma lenda, as pessoas, juntamente com o rei Peregrin começou a inventar histórias de sua versão da batalha, e fez com que Sir Dan fora para ser um deus tremendo como única legenda que sozinho derrotou os demônios só para depois matár Zarok com seu último suspiro. Músicas foram cantadas em como demônios caíram antes de Sir Dan, como o trigo antes de uma foice, enquanto Sir Dan atirou-se para a multidão maldita. Cidadãos Gallowmere construiu e colocou Sir Dan para descansar em uma necrópole elaborado com todas as honras de um herói. Cem anos depois, em 1386, Zarok sai de seu esconderijo, e com ele um feitiço especial que desperta todos aqueles que estão mortos, que por sua vez, tornam-se os mortos-vivos que vivem. No entanto, sem o conhecimento Zarok, ele também desperta o seu velho inimigo morto, Sir Dan. Com Zarok causando estragos em toda a terra agora ressuscitado Sir Dan é imediatamente ciente de que ele deve fazer. Sir Dan agora foi dada outra oportunidade para derrotar Zarok e provar que ele é realmente um verdadeiro herói, algo que ele não podia fazer na vida. Ele foi dublado por Jason Wilson na versão Inglês, e por Kenyu Horiuchi na versão em japonês.

- Zarok é o mago que usa um livro de magia para controlar todos do reino de Gallowmere. Ele tem a intenção de usar o poder necromantic para trazer os mortos de volta à vida, e também para hipnotizar as pessoas de Gallowmere a atacar Sir Dan. Zarok usou ciência (referido como "o mais escuro de todas as magias") para criar o dispositivo de tempo, uma cidade de máquinas grandes e perigosas controlados por complexos engrenagens e alavancas, que apenas parece apenas calcular e controlar o tempo. Zarok tem o seu próprio comboio que se deslocam em torno de sua toca. Zarok tem alguns problemas feitiços no último nível de The Game, que, após se transformar em um monstro de dragão, levá-lo a cacarejar como uma galinha. Zarok ganha o controle do monstro de pedra e os Demônios da Sombra, que Sir Dan encontros. Ele é dublado por Paul Darrow em Inglês, e por Norio Wakamoto em japonês.

- Homem do barco também conhecido por Morte. Esse personagem ferries todas as almas em sua última viagem ao mundo dos mortos. Ele está extremamente frustrado com Zarok de ressuscitar os mortos por toda parte, fazendo o seu trabalho bastante difícil.

## Jogabilidade
Durante o jogo, o jogador pode passar por vários lugares, a partir de cemitérios cheios de zumbis, de um navio fantasma, faixa de piratas mortos-vivos e um tabuleiro de jogo levitando em uma floresta encantada com os demônios voadores. Existem também vários itens colecionáveis encontrado nos níveis, a fim de avançar para outras áreas ou níveis. Alguns itens coletados desde o início são necessárias em níveis posteriores.
Existem vários livros em toda parte do jogo, que pode dar informações a Sir Dan, sobre a História da região. Alguns deles são colocados em lugares escondidos, alguns contêm piadas, mas na maioria das vezes eles são encontrados ao longo do caminho que o senhor Dan toma. Eles podem ser lidos se golpeado com uma arma de perto. Um exemplo de um livro que diz:
| “ | Bem-vindo de volta ao seu Gallowmere amado. O fedorento mortos se levantaram para dançar com a vida sem vida, e querem fazê-lo sobre seu cadáver. | ” |

## Trilha Sonora
A trilha sonora original deste jogo foi feito usando sintetizadores eletrônicos para simular uma orquestra. O PlayStation Portable 2005 (PSP) do jogo MediEvil: Resurrection peças usadas da pontuação MediEvil, juntamente com os elementos originais, composto pelos artistas Bob e Barn e executada por uma orquestra e coro. O álbum foi feito a partir desta música e cópias assinadas pode ser adquirido através do site dos artistas.

## Prêmios
MediEvil recebeu críticas positivas. Game Magazine deu-lhe um 91%, enquanto multimédia popular site IGN anunciou-o como "... um jogo divertido e um dos clássicos do PlayStation". Outros prêmios incluem:
- Melhor Jogo de PlayStation - Gaming Expo
- Melhor Platina Loja 1999 - PlayStation Magazine
- Medalha de Ouro - PlayStation Magazine
- Prêmio Prata - Monthly Games
- Token Prémio - Network Games

## Outras informações
O site oficial MediEvil, projetado para conter os elementos flash várias informações sobre o jogo e downloads gratuitos, foi encerrado.
MediEvil foi um dos primeiros jogos a apoiar um controle DualShock.